# Hermsdorf (Türingia)
Hermsdorf település Németországban, azon belül Türingiában. Lakosainak száma 8527 fő (2023. december 31.). Hermsdorf Schleifreisen, Bad Klosterlausnitz és Reichenbach községekkel határos.

## Galéria

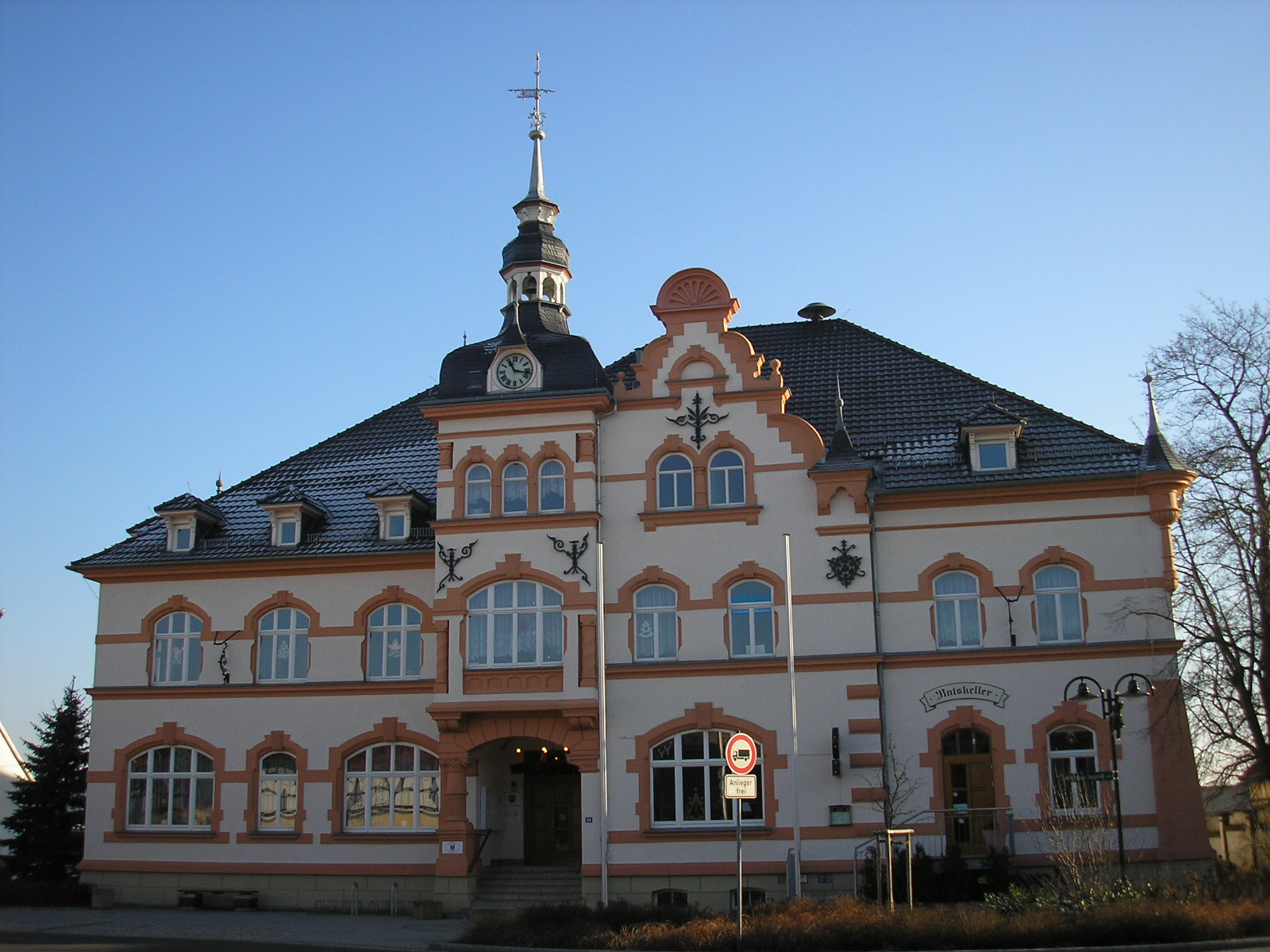
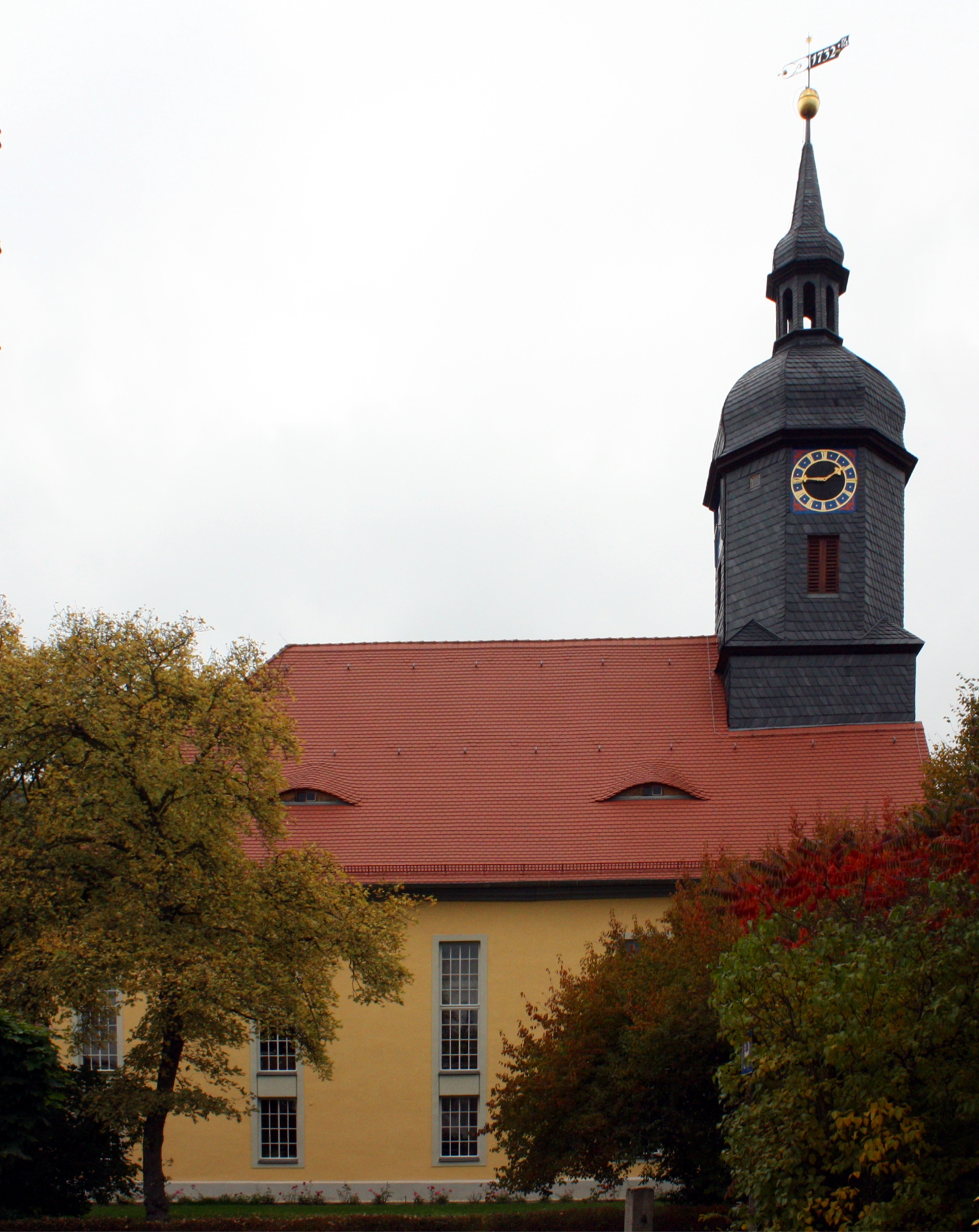
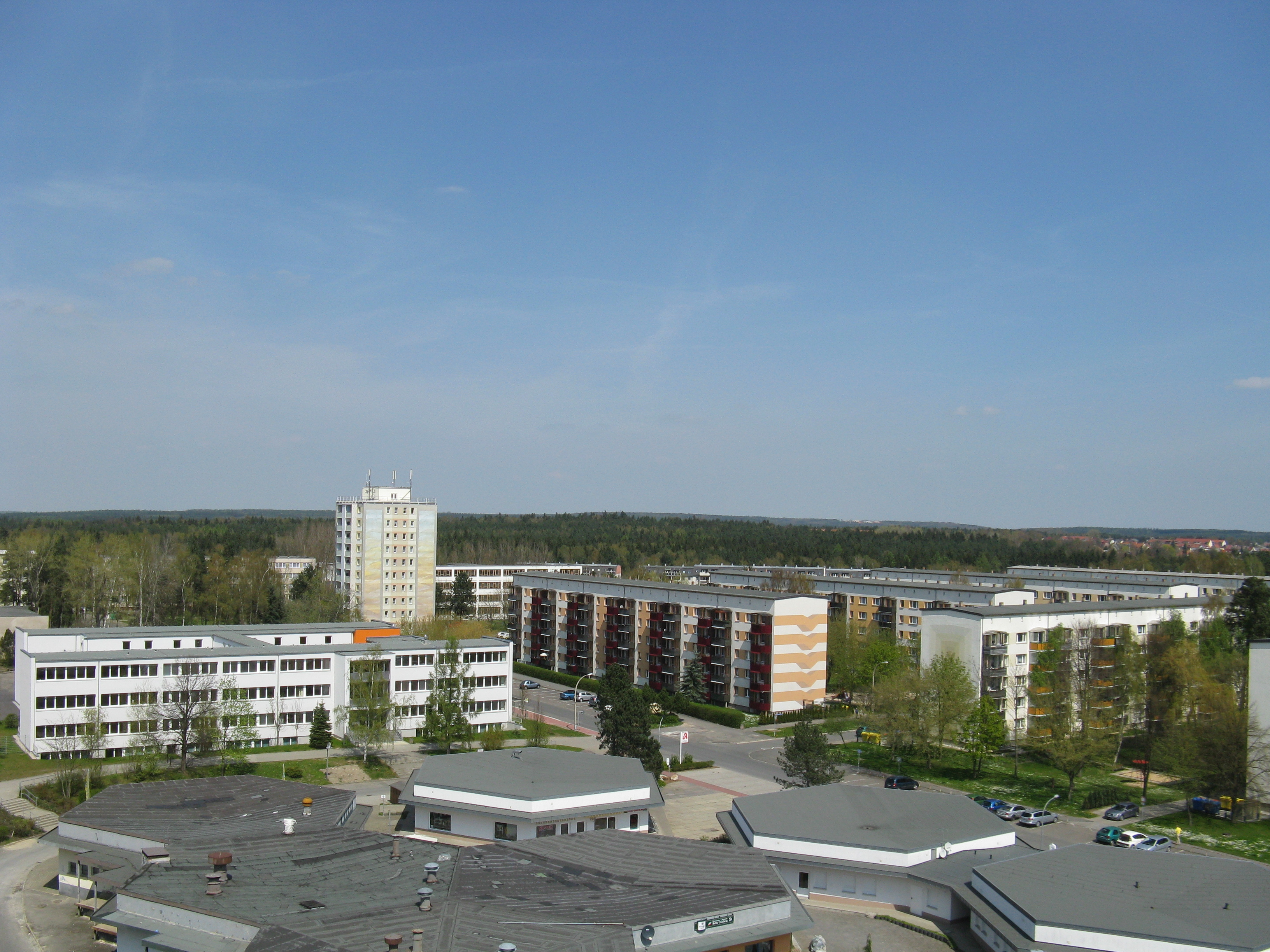
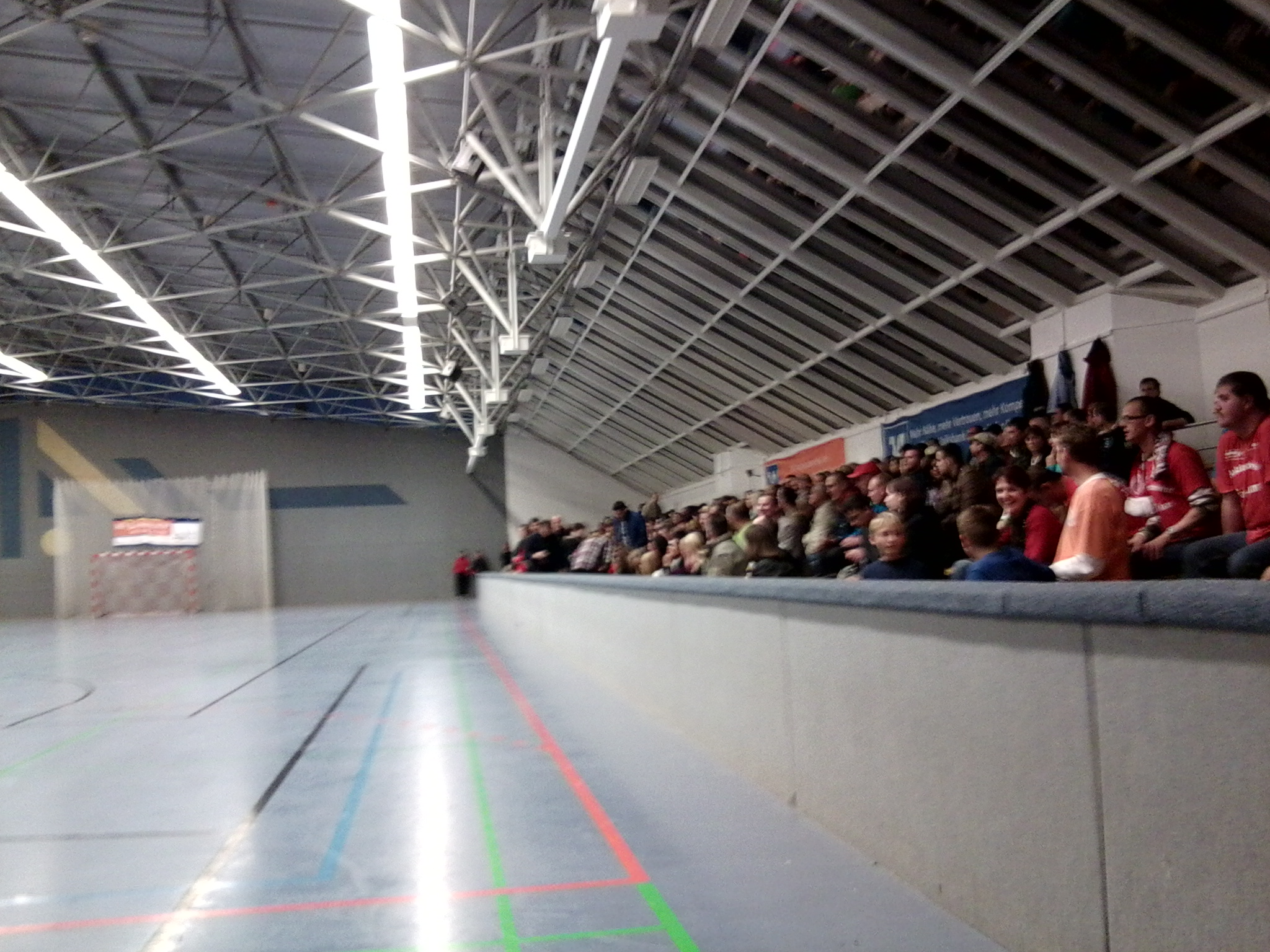

## Fekvése
Gerától nyugatra fekvő település.

## Népesség
A település népességének változása:
| Lakosok száma | 7689 | 7802 | 7893 | 8052 | 8227 | 8527 |
|               | 2015 | 2017 | 2019 | 2021 | 2022 | 2023 |